# 홍유택
홍유택(1983년 7월 16일 ~ )은 롯데 자이언츠의 전 야구 선수다.

## 출신 학교
- 신학초등학교 (노원 리틀)
- 청량중학교
- 덕수고등학교
- 건국대학교

## 같이 보기
- 2007년 롯데 자이언츠 시즌